# 1994 DS
1994 DS är en asteroid i huvudbältet som upptäcktes den 17 februari 1994 av den japanska astronomen Takao Kobayashi vid Ōizumi-observatoriet.